# Municipio de Johnson (condado de St. Francis)
El municipio de Johnson (en inglés: Johnson Township) es un municipio ubicado en el condado de St. Francis en el estado estadounidense de Arkansas. En el año 2010 tenía una población de 2121 habitantes y una densidad poblacional de 20,88 personas por km².

## Geografía
El municipio de Johnson se encuentra ubicado en las coordenadas 35°6′31″N 90°42′30″O / 35.10861, -90.70833. Según la Oficina del Censo de los Estados Unidos, el municipio tiene una superficie total de 101.56 km², de la cual 98,96 km² corresponden a tierra firme y (2,57 %) 2,61 km² es agua.

## Demografía
Según el censo de 2010, había 2121 personas residiendo en el municipio de Johnson. La densidad de población era de 20,88 hab./km². De los 2121 habitantes, el municipio de Johnson estaba compuesto por el 88,5 % blancos, el 9,62 % eran afroamericanos, el 0,19 % eran amerindios, el 0,47 % eran asiáticos, el 0,28 % eran de otras razas y el 0,94 % eran de una mezcla de razas. Del total de la población el 1,98 % eran hispanos o latinos de cualquier raza.